# Naked (singolo Marques Houston)
Naked è il secondo singolo di Marques Houston ad essere estratto dal suo secondo album, Naked.
Il singolo ottiene un buon successo, raggiungendo la posizione #47 della classifica statunitense Billboard Hot 100, ed è diventato il maggior successo di Houston.

## Il video
Il video prodotto per "Naked" è stato diretto da Chris Stokes, e mostra il cantante completamente nudo eseguire il brano, con giochi di ombre o angolature per oscurare le parti intime. Molte emittenti televisive non hanno trasmesso il video di Houston, ritenendolo inadeguato.

## Tracce
1. Naked
2. Sex Wit You
3. Marriage
4. Cheat